# Souesmes
Souesmes är en kommun i departementet Loir-et-Cher i regionen Centre-Val de Loire i de centrala delarna av Frankrike. Kommunen ligger i kantonen Salbris som tillhör arrondissementet Romorantin-Lanthenay. År 2022 hade Souesmes 1 013 invånare.

## Befolkningsutveckling
Antalet invånare i kommunen Souesmes
| Referens: INSEE |